# Carlos Hernández Valverde
Carlos Gerardo Hernández Valverde (Guanacaste, 9 aprile 1982) è un ex calciatore costaricano, di ruolo centrocampista.

## Carriera

### Club
Nel 2007 giunge al Melbourne Victory, squadra della prima divisione del calcio australiano, in prestito per due stagioni e con opzione di acquisto dalla Liga Deportiva Alajuelense, club in cui ha trascorso la sua intera carriera professionistica.

### Nazionale
È un membro della squadra Nazionale della Costa Rica, con la quale ha preso parte al Mondiale 2006 in Germania. Venne convocato dal tecnico Hernán Medford anche per la Gold Cup 2007 negli Stati Uniti, ma rimase fuori per un infortunio rimediato alla fine di maggio. È stato poi chiamato per le partite di qualificazione alla Coppa del Mondo FIFA del 2010 in Sudafrica.